# 布亞尼夫
49°12′17″N 24°17′45″E / 49.20472°N 24.29583°E

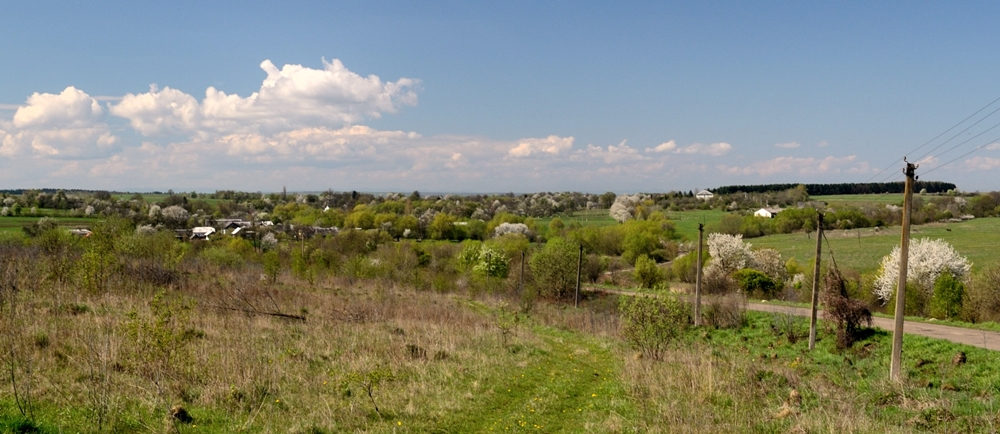

布亞尼夫（烏克蘭語：Буянів），是烏克蘭西部的村莊，隸屬利維夫州的斯特雷區。該村面積1.21平方公里，海拔高度276米，2024年人口250，人口密度每平方公里346.28人。